# Responsabilità di proteggere
La responsabilità di proteggere (in inglese responsibility to protect, R2P o anche RtoP) è una dottrina di diritto internazionale umanitario emersa per la prima volta nel rapporto della Commissione sull’Intervento e sulla Sovranità dello Stato (International Commission on Intervention and State Sovereignty, ICISS) del 2001.
Essa si fonda su una nuova visione della sovranità dello Stato intesa come "responsabilità di proteggere" i propri cittadini dalle più gravi violazioni dei diritti umani e che qualora tale protezione non sia assicurata dallo Stato interessato, la comunità internazionale può reagire adottando una serie di misure, da quelle pacifiche a quelle coercitive fino all’uso della forza armata.